# South China Tigers
South China Tigers es un equipo profesional de rugby de Hong Kong que participan en el Global Rapid Rugby el torneo de la región Asia-Pacífico.

## Historia
Fue fundada en 2018 con la finalidad de participar en la competencia de rugby de la región Asia-Pacífico y de paso formar mejores jugadores para el seleccionado de Hong Kong.
En el año 2019 obtiene su primer triunfo al vencer al equipo de Singapur, Asia Pacific Dragons, por puntaje obtiene el tercer puesto en la competición.
En la temporada 2020, la primera en formato liga de la competición, en el primer partido fue vence al elenco de Manuma Samoa por un marcador de 52 a 27 en Perth, luego de este partido el campeonato fue cancelado debido a la Pandemia de COVID-19 y la imposibilidad de realizar viajes internacionales.